# Renata Sabongui
Renata Sabongui (* 10. únor 1960 Příbram) je baletní mistryně, vysokoškolská pedagožka, producentka a manažerka.

## Život
Své příjmení má po svém egyptském nevlastním otci. V devíti letech se za ním s matkou přestěhovala z Příbrami do Káhiry. V Egyptě navštěvovala lekce baletu, po roce a půl se však vrátila zpět do Příbrami, neboť se chtěla věnovat tanci.
Vystudovala taneční konzervatoř a v letech 1979 až 1983 obor taneční pedagogika a dějiny umění na Akademii múzických umění v Praze. Následně vyučovala tanec v Rakousku a Německu, kde poznala svého budoucího manžela, amerického právníka. Odstěhovala se s ním do USA, kde pak vyučovala balet, mimo jiné Chelsea Clintonovou (dceru prezidenta Billa Clintona).
V roce 1995 přijala nabídku Vlastimila Harapese na spolupráci s Národním divadlem. Původně zamýšlený tříměsíční pobyt v Česku se po rozchodu s manželem a novým sňatkem s českým občanem změnil na trvalý. V letech 1998 až 2000 vedla zahraniční oddělení Národního divadla a byla navržena jako první žena v historii na post ředitele Národního divadla.
Založila baletní školu v Příbrami. Byla uměleckou ředitelkou Plesu v opeře, je producentkou mezinárodních kulturní akcí (Čeští umělci v Kennedy Centru, čeští umělci v Kambodži, iniciovala návštěvu Michaila Baryšnikova, Alvina Aileyho a dalších v Praze).
Učí na Akademii múzických umění v Praze a na pražské taneční konzervatoři, vede lekce pilates pro veřejnost. Právě pilates přivezla v 90. letech 20. století jako první do ČR, jako jediná Evropanka má licenci přímo od jednoho z nejslavnějších učitelů pilates Rona Fletchera.[zdroj?]
Mimo jiné je známa svým přátelstvím s Jeho Veličenstvem kambodžským králem Norodomem Sihamonim.
Kromě pěti Pilates DVD vydala i dvě knihy, Pilates pro usnadnění početí a Národní divadlo? Alfa i omega mého života! 
Renata Sabongui je vdaná, má dceru Claire a syna Jiřího.

## Politické působení
V doplňovacích volbách do Senátu PČR v roce 2014 kandidovala za TOP 09 a STAN v obvodu č. 22 – Praha 10. Se ziskem 15,55 % hlasů těsně (o pět hlasů) skončila na 3. místě a nepostoupila tak ani do druhého kola.